# 萬加斯卡爾區
12°53′56″S 75°49′53″W / 12.8990°S 75.8315°W
萬加斯卡爾區（西班牙語：Distrito de Huangáscar），是秘魯的一個區，位於該國中南部利馬大區的堯約斯省，面積50.5平方公里，海拔高度2,537米，2005年人口724，人口密度每平方公里14人。